# ضبط پسران (آلبوم ویکس)
ضبط پسران آلبوم تک‌آهنگۀ ویژه‌ایست که توسط گروه ویکس در تاریخ ۲۴ فوریه ۲۰۱۵ زیرنظر کمپانی جلی‌فیش منتشر شده‌است. آهنگ «معادلۀ عشق»، آهنگ اصلی این آلبوم می‌باشد.

## زمینه و انتشار
در ۱۶ ژانویه گزارش شد که ویکس کامبکی در فوریه خواهد داشت. در ۱۱ فوریه، مشخص شد که آهنگ «فرمول خداحافظی» از آراِف آهنگی خواهد بود که ویکس بازسازی خواهد کرد. در ۲۰ فوریه، موزیک ویدیوی «معادلۀ عشق» به همراه آلبوم منتشر شد.
در ۱۸ مارس ۲۰۱۵، ویکس اولین ورود خود را به دنیای موسیقی چین و تایوان با انتشار آهنگ «عشق مقدرشده» که بازسازی از آهنگ هارلِم یو است، انجام داد. موزیک ویدئویی از این آهنگ هم توسط کانال یوتیوب اَوِکس تایوان منتشر شد.

## آهنگسازی
این آلبوم شامل چهار آهنگ می‌باشد که یکی از آن‌ها بی‌کلام می‌باشد. آهنگ اصلی آلبوم با عنوان «معادلۀ عشق» توسط یون سونگ‌هی و راوی نوشته شده و توسط هونگ جه‌سئون و ملودیزاین و چو یونگ‌هو آهنگسازی شده‌است. این آهنگ روایت‌گر داستانی از ویکس است که طی آن در تلاش با کنار آمدن با جدایی و ساختن آیندهٔ خود هستند. دومین آهنگ با عنوان «در یک شبِ سرد» توسط لئو و ملودیزاین آهنگسازی و لیریک آن توسط لئو و راوی نوشته شده‌است. آهنگ سوم هم توسط ملودیزاین و لی سول‌گی ساخته و توسط راوی نوشته شده‌است.

## پروموشن
ویکس پروموشن خود را از ۲۴ فوریه شروع کرد و در برنامه‌های زیادی آهنگ خود را اجرا کرد. ویکس اولین جایزهٔ خود را در ۳ مارس به خانه برد و با آل کیل تمامی چارت‌ها را از آن خود کرد. این گروه اولین جایزهٔ سه تایی خود از د شو را هم طی این پروموشن دریافت کرد.

## لیست آهنگ
>※ آهنگ پررنگ شده، آهنگ اصلی آلبوم می‌باشد.
| ضبط پسران  | ضبط پسران                    | ضبط پسران        | ضبط پسران   | ضبط پسران            | ضبط پسران |
| شماره      | نام                          | سراینده          | آهنگساز     | تنظیم                | مدت       |
| ---------- | ---------------------------- | ---------------- | ----------- | -------------------- | --------- |
| ۱.         | «معادلۀ عشق» (이별공식)      | یون سونگ‌هی، راوی | هونگ جه‌سئون | ملودیزاین، چو یونگ‌هو | ۳:۲۹      |
| ۲.         | «در یک شب سرد» (차가운 밤에) | لئو، راوی (رپ)   | لئو         | ملودیزاین            | ۳:۵۵      |
| ۳.         | «خاطره»                      | راوی             | راوی        | ملودیزاین، لی سول‌گی  | ۳:۵۴      |
| ۴.         | «معادلۀ عشق» (بی‌کلام)        |                  | هونگ جه‌سئون | ملودیزاین، چو یونگ‌هو | ۳:۲۹      |
| مجموع مدت: | مجموع مدت:                   | مجموع مدت:       | مجموع مدت:  | مجموع مدت:           | ۱۵:۰۰     |

| ضبط پسران – نسخه چینی | ضبط پسران – نسخه چینی       | ضبط پسران – نسخه چینی |
| شماره                 | نام                         | مدت                   |
| --------------------- | --------------------------- | --------------------- |
| ۱.                    | «عشق مقدرشده» (命中註定)    | ۳:۳۱                  |
| ۲.                    | «分手方程式» (معادلۀ عشق)   | ۳:۲۹                  |
| ۳.                    | «在寒冷的夜» (در یک شب سرد) | ۳:۵۵                  |
| ۴.                    | «خاطره»                     | ۳:۵۴                  |
| ۵.                    | «عشق مقدرشده» (بی‌کلام)      | ۳:۳۱                  |
| ۶.                    | «معادلۀ عشق» (بی‌کلام)       | ۳:۲۹                  |
| مجموع مدت:            | مجموع مدت:                  | ۲۱:۴۹                 |

## نمودار عملکرد
| نمودار                               | وضعیت در نمودار | فروش           |
| ------------------------------------ | --------------- | -------------- |
| کره جنوبی (جدول آلبوم ماهانه گائون)  | ۱               | - کره: ۱۰۷,۱۷۳ |
| کره جنوبی (جدول هفتگی اجتماعی گائون) | ۱               | - کره: ۱۰۷,۱۷۳ |
| جدول هفتگی آلبوم‌های تایوان           | ۱               | - کره: ۱۰۷,۱۷۳ |
| بیلبورد (ایالات متحده)               | ۹               | - کره: ۱۰۷,۱۷۳ |

## نامزدی‌ها و جوایز

### جوایز
| سال  | جایزه                    | دسته                         | گیرنده       | نتیجه    |
| ---- | ------------------------ | ---------------------------- | ------------ | -------- |
| ۲۰۱۵ | جوایز موسیقی آسیایی اِم‌نت | بهترین رقص - بخش مردان       | "معادلۀ عشق" | نامزدشده |
| ۲۰۱۵ | جوایز موسیقی آسیایی اِم‌نت | آهنگ سال                     | "معادلۀ عشق" | نامزدشده |
| ۲۰۱۵ | جوایز شو چمپیون اِم‌بی‌سی   | بهترین استیج از نگاه مخاطبان | "معادلۀ عشق" | برنده    |
| ۲۰۱۵ | جوایز رادیو کِی‌اِم‌سی       | بهترین اجرا - بخش مردان      | "معادلۀ عشق" | نامزدشده |

### جوایز برنامه‌های موسیقی
| آهنگ         | موسیقی نمایش   | تاریخ        |
| ------------ | -------------- | ------------ |
| "معادلۀ عشق" | د شو           | ۳ مارس ۲۰۱۵  |
| "معادلۀ عشق" | شو چمپیون      | ۴ مارس ۲۰۱۵  |
| "معادلۀ عشق" | اِم! کاونت داون | ۵ مارس ۲۰۱۵  |
| "معادلۀ عشق" | موزیک بانک     | ۶ مارس ۲۰۱۵  |
| "معادلۀ عشق" | شو! موزیک کور  | ۷ مارس ۲۰۱۵  |
| "معادلۀ عشق" | اینکیگایو      | ۸ مارس ۲۰۱۵  |
| "معادلۀ عشق" | د شو           | ۱۰ مارس ۲۰۱۵ |
| "معادلۀ عشق" | د شو           | ۱۷ مارس ۲۰۱۵ |

## اعتبارات و اعضا
- ویکس - خواننده
  - چا هاک‌یون (ان) - خواننده، خواننده پس زمینه
  - جونگ تک‌وون (لئو) - خوانندهٔ اصلی، خواننده پس زمینه
  - لی جه‌هوان (کن) - خوانندهٔ اصلی، خواننده پس زمینه
  - کیم وون‌شیک (راوی) - رپ، ترانه‌سرایی
  - لی هونگ‌بین - خواننده
  - هان سانگ‌هیوک (هیوک) - خواننده
- یون سونگ‌هی – آهنگسازی
- لی سول‌گی – تولیدکننده موسیقی
- چو یونگ‌هو – تولیدکننده موسیقی
- هونگ جه‌سئون – تولیدکننده موسیقی
- ملودیزاین – تولیدکننده موسیقی

## تاریخ انتشار
| منطقه         | تاریخ         | فرمت                  | کمپانی              |
| سینگل کره‌ای   | سینگل کره‌ای   | سینگل کره‌ای           | سینگل کره‌ای         |
| ------------- | ------------- | --------------------- | ------------------- |
| کره جنوبی     | ۲۴ فوریه ۲۰۱۵ | سی دی، دانلود دیجیتال | جلی‌فیش ، سی‌جِی       |
| در سراسر جهان | ۲۴ فوریه ۲۰۱۵ | دانلود دیجیتال        | جلی‌فیش              |
| سینگل ژاپنی   |               |                       |                     |
| چین           | ۱۸ مارس ۲۰۱۵  | سی دی، دانلود دیجیتال | جلی‌فیش، اَوِکس تایوان |
| تایوان        | ۱۸ مارس ۲۰۱۵  | سی دی، دانلود دیجیتال | جلی‌فیش، اَوِکس تایوان |